# Английски чистокръвен кон
Английските чистокръвни коне са порода коне, познати с използването им в състезания по конен спорт.
Въпреки че думата чистокръвен понякога се използва по отношение на която и да било порода породисти коне, технически се отнася само за Английския чистокръвен кон. Смятани са за топлокръвни коне заради пъргавината, скоростта и духа им.
Породата в днешния си вид е развъдена през XVII – XVIII век в Англия, където местни кобили са кръстосани с вносни Ориенталски жребци от арабски, береберски и туркомански произход. Всички английски чистокръвни коне днес могат да проследят родословието си до 3 жребеца и до по-голям брой главно английски кобили. През XVIII и XIX век породата се разпространява по света; внесена е в Северна Америка в началото на 1730 г. и в Австалия, Европа, Япония и Южна Америка през XIX век. Милиони английски чистокръвни коне населяват земята днес, около 100 000 новородени се регистрират по света всяка година.
Използвани са основно за надбягвания, но също така са развъждани и за други ездачески дисциплини като прескачане на препядствия и поло, както и за лов на лисици. Също така често са кръстосвани с други породи, за да бъдат подобрени вече съществуващите. Имат голям принос в развъждането на много от съвременните породи.
Английските чистокръвни коне полагат максимално усилие при физически усилия, което води до голям риск от инциденти и здравословни проблеми като белодробно кървене. Други здравословни проблеми включват ниска фертилност, необичайно малки сърца и малко съотношение на копита към тяло. Има няколко теории за факторите, причиняващи честите инциденти и здравословни проблеми при породата, проучванията им продължават.